# Desde los árboles
Desde los árboles – publicado bajo el nombre: Desde los árboles (En directo desde el desierto) – es el primer álbum en vivo del cantante y compositor mexicano Caloncho, fue producido por el mismo, y contiene canciones de sus anteriores álbumes y EPs, como «Palmar», «Brillo mío» o «Bolita de pan».
Se grabó en El Desierto, un estudio ubicado en la Ciudad de México, fue distribuido por Universal Music México y salió a la luz el 29 de abril de 2019.
El álbum fue grabado en compañía de su banda Los Canarios, con quienes emprendió una pequeña gira por la República Mexicana, iniciaron en mayo en la Ciudad de México y concluyeron el 15 de agosto en el Teatro Diana en Guadalajara.
Su espectáculo estuvo ambientado en el camping y la naturaleza, como acto de buena voluntad, luego de los incendios forestales ocurridos en los estados de Oaxaca, Guerrero, Michoacán y Jalisco.

## Lista de canciones
| Lista de canciones |                              | |          |  |
| N.º                | Título                       | Escritor(es) | Duración |  |
| 1.                 | «Fotosíntesis + Bienvenidos» | Abraham López Urzúa Juan Pablo L. Corcuera Wenzel Juan Pablo Vega Restrepo Oscar Alfonso Castro Valenzuela Rodolfo David Aguilar Dorantes | 7:12     |  |
| 2.                 | «Palmar»                     | Castro Valenzuela Jorge Siddhartha González Ibarra                                                                                        | 4:16     |  |
| 3.                 | «Brillo mío»                 | Castro Valenzuela | 3:35     |  |
| 4.                 | «Bolita de pan»              | Castro Valenzuela | 3:43     |  |
| 18:47              |                              | |          |  |

## Historial de lanzamiento
| País   | Fecha               | Formato(s)       | Sello                  | Ref.  |
| ------ | ------------------- | ---------------- | ---------------------- | ----- |
| México | 29 de abril de 2019 | Descarga digital | Universal Music México | [ 7 ] |